# 庆春电影大世界

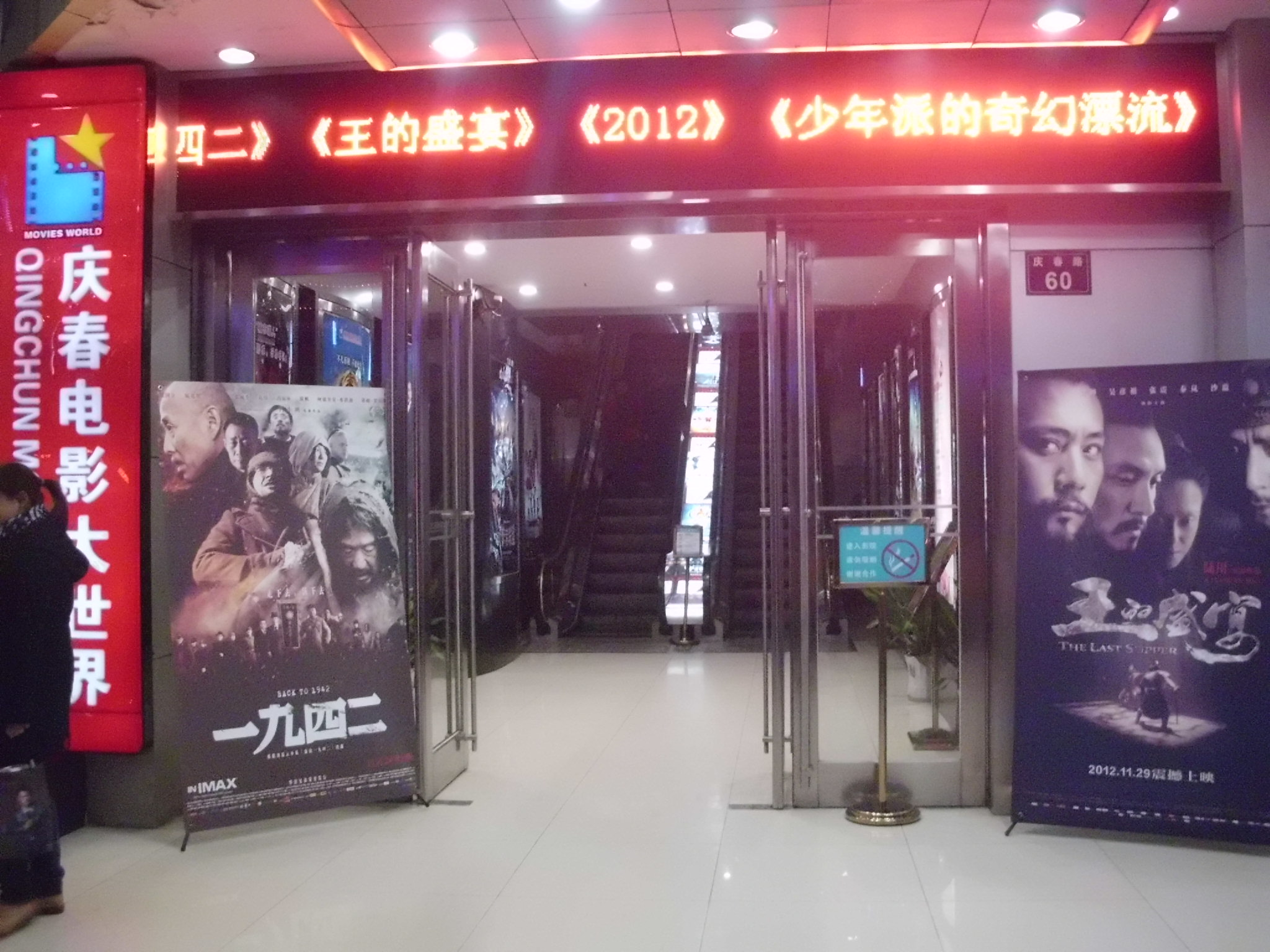
入口

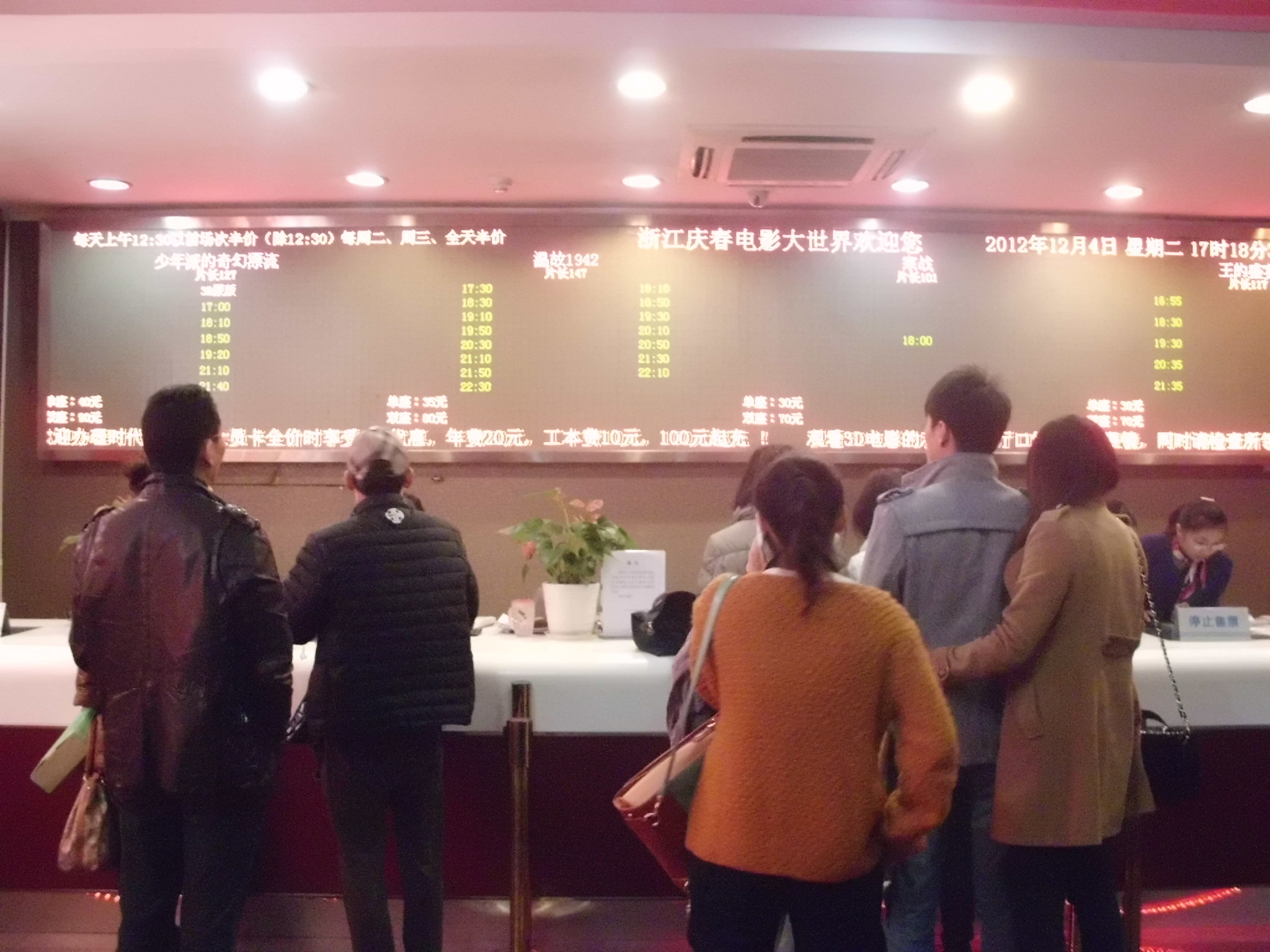
2楼售票处

庆春电影大世界是浙江时代院线投资的第一家影院，位于杭州市下城区庆春路60号东清大厦E座，1999年8月8日开业，建筑面积7000平方米，三个楼面共设14个影厅1470个座位，其中8个数字影厅。

## 历史
它曾是浙江省规模最大的一家影院。2000年该院取得全国票房冠军，2004年票房达到2008万元位居全国前五名。
2001年中央电视台《焦点访谈》栏目对影院做了专题报道并被文化部评为全国文化先进集体。2002年，国务院副总理李岚清、中宣部部长丁关根、2009年中共中央政治局常委李长春先后亲临影城视察。
张艺谋、冯小刚、刘德华等许多电影界大腕与巨星曾亲临影城与观众见面交流。
庆春影城计划于2013年年底重新装修，装修前的11月份实行票价全场半价。
後來電影院更名為浙影时代影城·庆春店。2022年12月8日，就在《阿凡达2》上映前几天，電影院宣布閉店，影城给出的原因“因东清大厦设施陈旧，已不能满足影院新模式经营条件”。